# Čelice
Čelice je naziv za 2 bliske hridi južno od Seget Vranjice. Nalaze se oko 4 km jugoistočno od Trogira, a od kopna, kao i od Čiova, su udaljene po oko 800 metara. Na većoj hridi se nalazi svjetionik.
Ukupna površina hridi je 1899 m2, a visina 10 metara.

## Vanjske poveznice
|  | Zajednički poslužitelj ima još gradiva o temi Čelice |